# Masten Gregory
 Masten Gregory  va ser un pilot de curses automobilístiques estatunidenc que va arribar a disputar curses de Fórmula 1.
Masten Gregory va néixer el 29 de febrer del 1932 a Kansas City, Missouri, Estats Units i va morir d'un atac de cor el 8 de novembre del 1985 a Porto Ercole, Itàlia.

## A la F1
Va debutar a la segona cursa de la temporada 1957 (la vuitena temporada de la història) del campionat del món de la Fórmula 1, disputant el 19 de maig del 1957 el GP de Mònaco al Circuit de Montecarlo.
Masten Gregory va participar en un total de quaranta-tres curses puntuables pel campionat de la F1, disputant-les en vuit temporades diferents (1957 - 1965), aconseguint vint-i-un punts pel campionat i assolí tres podis com millor resultat.

## Resultats a la Fórmula 1
| Any  | Equip                    | Xassís          | Motor    | 1       | 2       | 3       | 4       | 5       | 6       | 7       | 8       | 9       | 10     | 11    | Posició | Punts |
| ---- | ------------------------ | --------------- | -------- | ------- | ------- | ------- | ------- | ------- | ------- | ------- | ------- | ------- | ------ | ----- | ------- | ----- |
| 1957 | Scuderia Centro Sud      | Maserati        | Maserati | ARG     | MON 3   | 500     | FRA     | GBR     | ALE 8   | PES 4   | ITA 4   |         |        |       | 6è      | 10    |
| 1958 | H.H. Gould               | Maserati        | Maserati | ARG     | MON     | HOL Ret | 500     |         |         |         |         |         |        |       | -       | 0     |
| 1958 | Scuderia Centro Sud      | Maserati        | Maserati |         |         |         |         | BEL Ret | FRA     | GBR     | ALE     | POR     |        |       | -       | 0     |
| 1958 | Temple Buell             | Maserati        | Maserati |         |         |         |         |         |         |         |         |         | ITA 4* | MAR 6 | -       | 0     |
| 1959 | Cooper Car Company       | Cooper          | Climax   | MON Ret | 500     | HOL 3   | FRA Ret | GBR 7   | ALE Ret | POR 2   | ITA     | USA     |        |       | 8è      | 10    |
| 1960 | Camoradi International   | Behra - Porsche | Porsche  | ARG 12  |         |         |         |         |         |         |         |         |        |       | -       | 0     |
| 1960 | Scuderia Centro Sud      | Cooper          | Climax   |         | MON NVQ | 500     | HOL NVS | BEL     | FRA 9   | GBR 14  | POR Ret | ITA     | USA    |       | -       | 0     |
| 1961 | Camoradi International   | Cooper          | Climax   | MON NVQ | HOL NVS | BEL 10  | FRA 12  | GBR 11  | ALE     |         |         |         |        |       | -       | 0     |
| 1961 | UDT Laystall Racing Team | Lotus           | Climax   |         |         |         |         |         |         | ITA Ret | USA Ret |         |        |       | -       | 0     |
| 1962 | UDT Laystall Racing Team | Lotus           | Climax   | HOL Ret |         |         |         |         |         |         |         |         |        |       | 18è     | 1     |
| 1962 | UDT Laystall Racing Team | Lotus           | BRM      |         | MON NVQ | BEL NVS | FRA Ret |         |         | ITA 12  | USA 6   | SUD     |        |       | 18è     | 1     |
| 1962 | UDT Laystall Racing Team | Lotus           | Climax   |         |         |         |         | GBR 7   | ALE     |         |         |         |        |       | 18è     | 1     |
| 1963 | Reg Parnell Racing       | Lotus           | BRM      | MON     | BEL     | HOL     | FRA Ret | GBR 11  | ALE     | ITA Ret |         |         |        |       | -       | 0     |
| 1963 | Reg Parnell Racing       | Lola            | Climax   |         |         |         |         |         |         |         | USA Ret | MEX Ret | SUD    |       | -       | 0     |
| 1965 | Scuderia Centro Sud      | BRM             | BRM      | SUD     | MON     | BEL Ret | FRA     | GBR 12  | HOL     | ALE 8   | ITA Ret | USA     | MEX    |       | 22è     | 0     |

### Resum
| Curses: | Victòries: | Pòdiums: | Poles: | Voltes ràpides: | Punts: |
| ------- | ---------- | -------- | ------ | --------------- | ------ |
| 43      | 0          | 3        | 0      | 0               | 21     |